# Bandeira da Albânia
A bandeira nacional da Albânia é uma bandeira vermelha com uma águia negra de duas cabeças (Bicéfala). Deriva do brasão, de desenho similar, de Gjergj Kastriot Skanderbeg, um líder albanês do século XV que esteve à frente da revolta contra o Império Otomano que resultou num breve período de independência da Albânia, entre 1443 e 1478.
A bandeira atual foi oficialmente adaptada a 7 de abril de 1992, mas anteriores estados albaneses, como o Reino da Albânia e o estado socialista do pós-guerra usaram uma bandeira basicamente igual, com o primeiro a incluir o Capacete de Skanderbeg sobre a águia e o segundo uma estrela vermelha orlada a amarelo na mesma posição.

## Outras bandeiras

Bandeira civil
Insígnia naval
Bandeira presidencial

## Bandeiras históricas

Bandeira do Principado da Albânia (1914; 1915-1920)
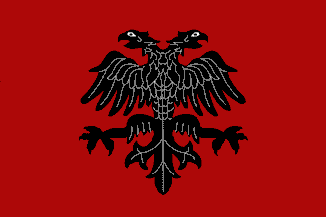
Bandeira do Principado (1915)
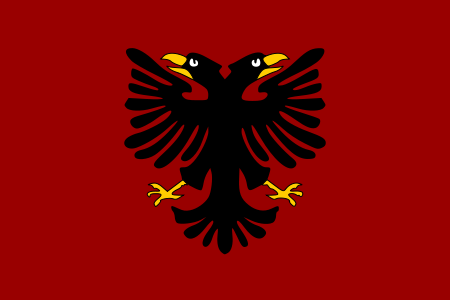
Bandeira do Principado (1920-1925 e da República Albanesa (1925-1926)
Bandeira da República Albanesa (1926-1928)
Bandeira do Reino da Albânia (1928-1934)
Bandeira do Reino da Albânia (1934-1939)
Bandeira da Albânia sob a ocupação italiana (1939-1943)
Bandeira da Albânia sob a ocupação alemã (1943-1944)
Bandeira da República Democrática da Albânia (1944)
Bandera da República Popular Socialista da Albânia (1946-1992)